# Pierre Coppieters
Pierre Coppieters   (Oostende, 24 de juny de 1907 - valor desconegut) va ser un nadador i waterpolista belga que va competir durant les dècades de 1920 i 1930.
El 1928 va prendre part en els Jocs Olímpics d'Amsterdam, on quedà eliminat en sèries en la prova dels relleus 4x200 metres lliures del programa de natació. En aquells mateixos Jocs fou cinquè en la competició de waterpolo. Vuit anys més tard, als Jocs de Berlín, va guanyar la medalla de bronze en la competició de waterpolo.
Com a nedador també destaquen els títols nacionals dels 100 metres lliures el 1929, 1931-1935 i 1937.